# Maison Canossa
Pour les articles homonymes, voir Canossa (homonymie).
 (juillet 2024).
Si vous disposez d'ouvrages ou d'articles de référence ou si vous connaissez des sites web de qualité traitant du thème abordé ici, merci de compléter l'article en donnant les références utiles à sa vérifiabilité et en les liant à la section « Notes et références ».

Les Canossa sont une puissante famille féodale d'origine lombarde qui, à partir des premières décennies du Xe siècle, s'installe dans les vallées des Apennins reggiano.

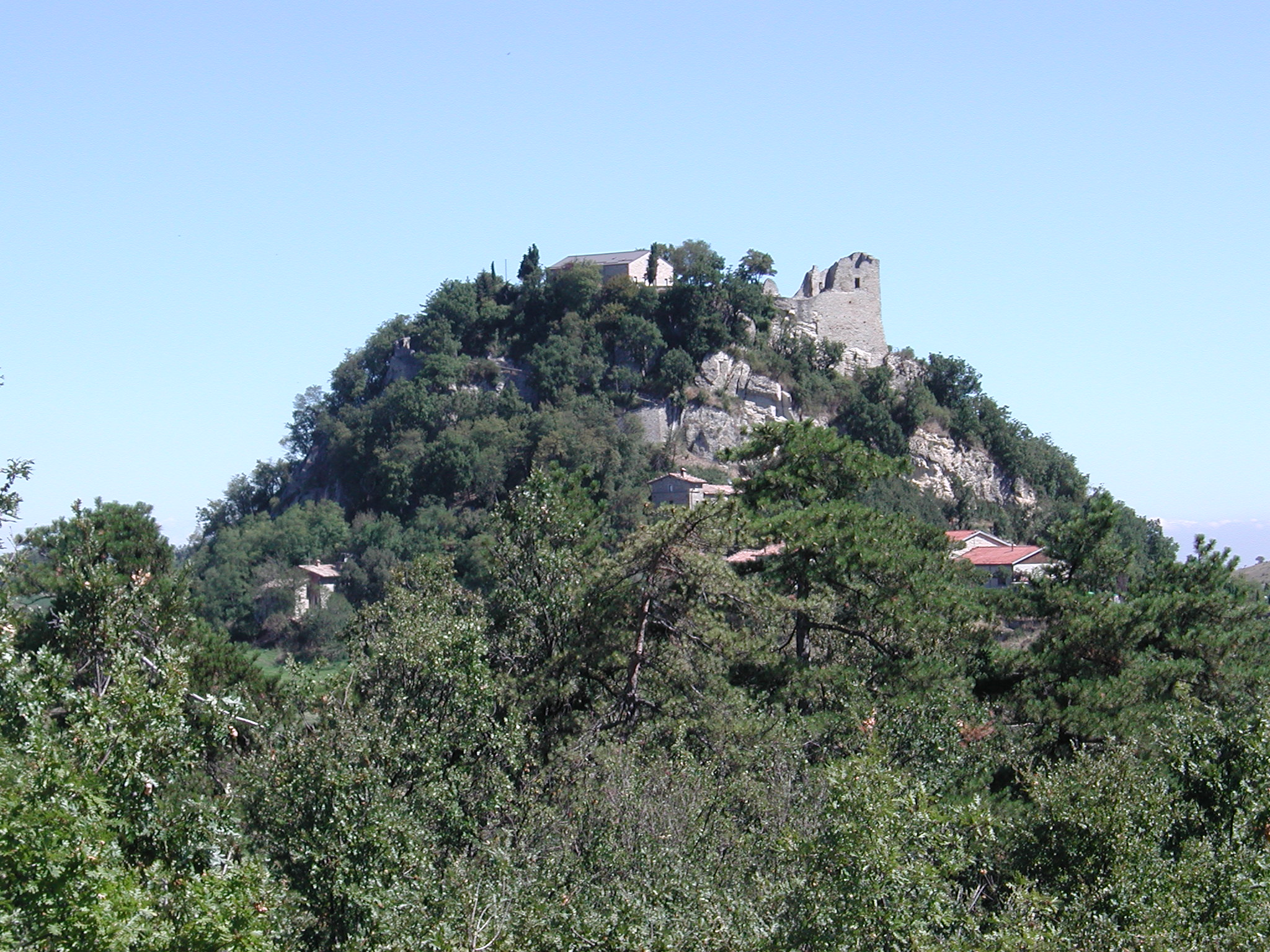
Le château de Canossa dans la commune de Canossa dans la province de Reggio d'Émilie

L'importance de la famille est étroitement liée à la position du territoire dont ils furent les seigneurs, parce que sur ceux-ci et pendant tout le XIIe siècle s'affrontèrent les protagonistes de la querelle des investitures : la  papauté et le Saint-Empire romain germanique.
Au moment de l'expansion maximum, autour de 1100, les possessions des Canossa s'étendent du lac de Garde au nord du Lazio incluant les villes de Mantoue, Modène, Ferrare, Florence et Pérouse.
La province de Reggio d'Émilie fut le cœur du pouvoir militaire et politique des Canossa. En un peu plus d'un siècle, ils construisirent des bastions défensifs sur les voies de communications qui, depuis les cols apennins, descendaient vers le Pô, réussissant ainsi à contrôler la plus grande partie du commerce entre l'Europe centrale et l'Italie ainsi que ceux, qui depuis la via Aemilia rejoignaient l'Adriatique. C'est cette habile stratégie qui permit à la maison des Canossa de consolider et augmenter sa richesse.

## Personnalités

### Siegfried
Les origines de la dynastie des Canossa débutent avec Siegfried, comte lombard qui, dans les premières décennies du Xe siècle, en raison de l'hostilité de Empire envers tous types d'autonomies locales, décide de quitter la ville de Lucques pour s'installer à proximité de Parme.
Par l'accroissement des territoires, la politique matrimoniale et la consolidation des liens d'amitié aussi bien avec la papauté que l'Empire, le pouvoir de la famille s'affirme sur les deux rives du Pô.
Les Canossa réussissent aussi à s'insérer parfaitement dans le système qui procure des charges ecclésiastiques et donc des richesses qui s'ajoutent à ce qu'ils possèdent déjà.
Le fils de Siegfried, Godefroy est évêque de Brescia. La fille Prangarda est l'épouse du fils du marquis Turin Magnifredo, un cousin homonyme est évêque de Parme de 927 à 945.

### Adalbert Atto

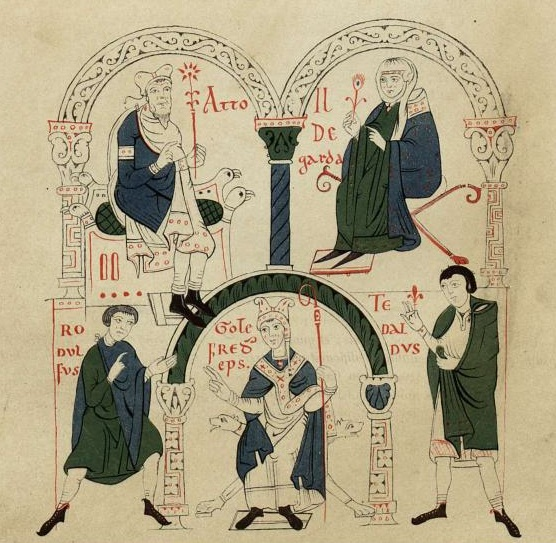
Page de la Vita Mathildis. De gauche à droite : Atto et son épouse Ildegarda (Hildegarde). En bas : Rodulfus, Gotefred eps.(évêque), et Tedaldus (Tedald de Canossa).

Le successeur de Siegfried, Adalbert Atto (939-988), dit Attone, fait de Reggio d'Émilie sa place forte et débute la fortification du territoire par plusieurs constructions militaires y compris le château de Canossa (945-950), qui par la suite deviendra le cœur du royaume.
Du mariage d'Adalbert Atto avec Hildegarde naît Tebald.

### Tedaldo
L'aîné d'Adalbert Atto, Tedaldo, élargit et fortifie ses possessions, exigeant souvent comme territoires ceux obtenus par baux emphytéotiques des églises locales.
Il réalise l'enchâtellement progressif et systématique du territoire par la construction de châteaux à trois altitudes différentes: à 150, 300 et 600 mètres. Faciles à défendre, ils étaient visibles mutuellement et constituaient une chaine communiquant au moyen du feu.
Ce réseau de fortifications devient la caractéristique de tout le territoire dominé par les Canossa, lesquels bien que seigneurs d'importantes villes, restent toujours dans leurs terres, comme grand nombre de feudataires de cette époque.
Tebald ajoute à ses possessions les villes de Guastalla et Mantoue alors que Ferrare sort du patrimoine. Il obtient le titre de marquis par l'empereur, qui d'une part craint l'accroissement de la puissance des Princes-évêques et de l'autre, celle particulière de la marche frontalière à la Tuscia.
Du mariage de Tebald et Giulia naissent : Tedald évêque d'Arezzo, Corrado et Boniface (985-1052), c'est avec lui que la dynastie atteint son apogée.

### Boniface

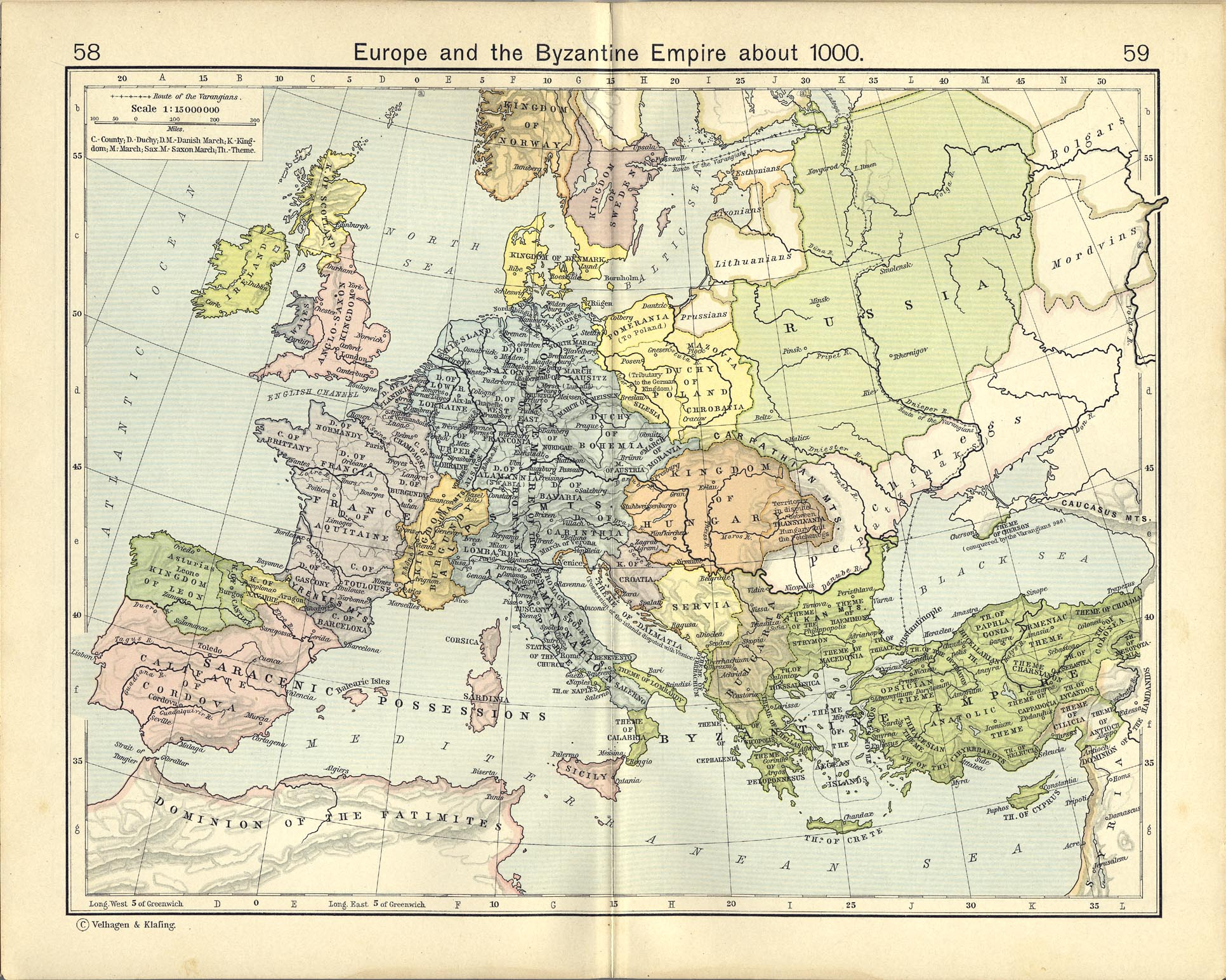
Carte de l'Europe vers l'an 1000

Boniface offre son appui militaire à l'empereur Conrad II dit le Salique lors de son expédition en Bourgogne et obtient en échange en 1027 la marche de Tuscia, devenant ainsi le seigneur de toute l'Italie centrale.
En raison de l'importance stratégique des nouvelles terres octroyées, il s'oppose à l'empereur Henri III refusant d'accompagner à Rome, à travers ses territoires, Damase II nommé par l'empereur. Boniface doit cependant retirer son refus en raison de sa vassalité mais l’empereur connait désormais son obstination soutenue par la puissance militaire de son armée et des liens d'amitié avec la papauté.
Boniface proclame Mantoue capitale de son royaume mais la ville ne le lui rend pas en retour. À la mort de Mathilde de Toscane en 1115, sa fille morte sans héritier, la ville se déclare en commune libre.
Après un premier mariage avec Richilde, Boniface en contracte un second plus politique comme il est d'usage à l'époque, il épouse en 1037 Béatrice de Bar de Lotharingie (1017-1076), fille du comte Frédéric II de Lorraine et nièce de la femme de l'empereur Conrad II, ce qui permet d'ajouter à ses territoires ceux qui sont amenés en dot par sa femme.
Ses possessions comprennent les actuelles Toscane, Émilie-Romagne et Lombardie en Italie et de vastes zones  en Belgique, Luxembourg, France et Allemagne dans le reste de l'Europe, et il est considéré comme le seigneur le plus puissant après l'empereur.
Du second mariage naissent Béatrice et Frédéric, morts jeune, peut-être empoisonnés accidentellement, et Mathilde (1046-1115).

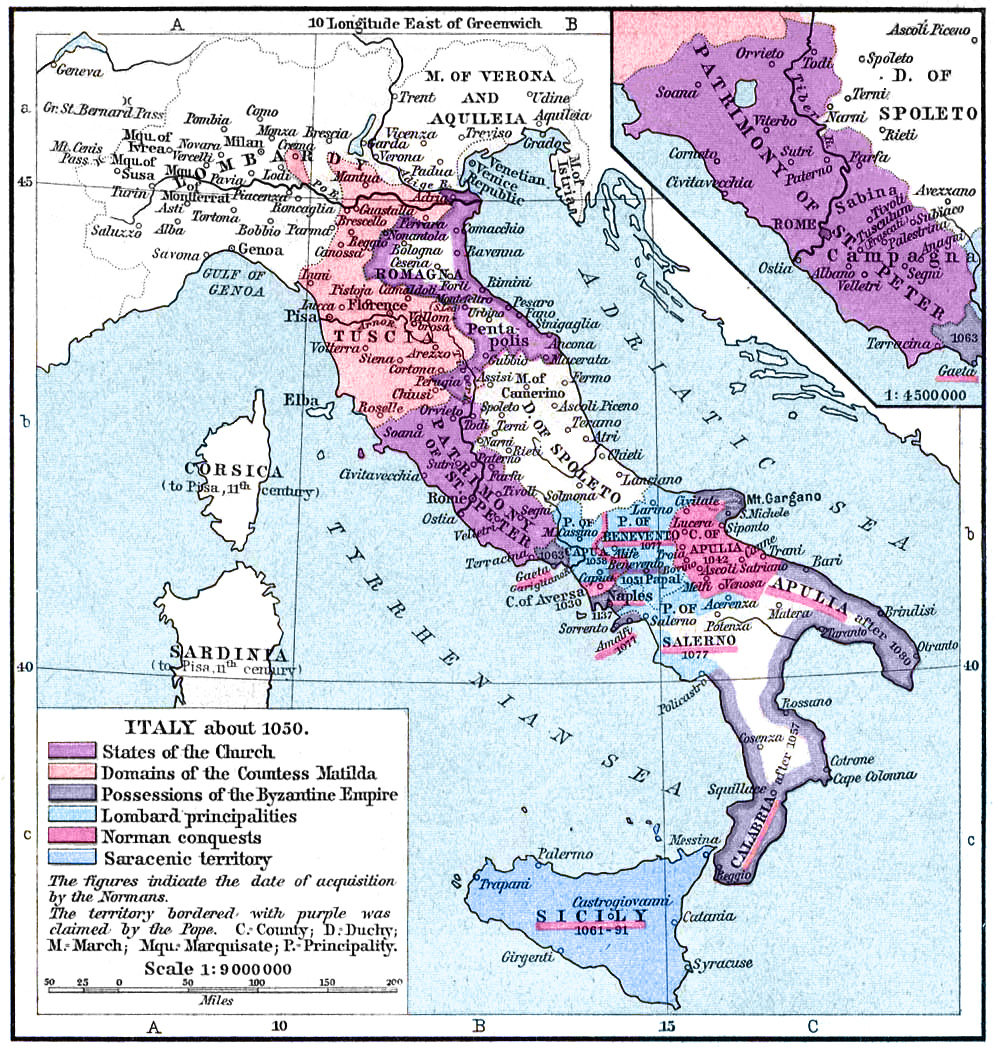
Carte de l'Italie vers 1050

Boniface meurt en 1052, sa femme Béatrice se retrouve seule à la tête du royaume. Elle doit immédiatement penser à se remarier, parce qu'il n'est pas acceptable qu'une femme, sans héritier mâle, gouverne. Le choix se porte sur Godefroy II de Basse-Lotharingie, dit le barbu, seigneur de Lorraine et hostile à l'Empereur. Ce dernier cherche, inutilement, à s'opposer au mariage afin d'éviter l'union des terres de Godefroy  et celles déjà étendues des Canossa.
La mort de Godefroy, en 1069, laisse Béatrice seule mais avec l'appui du pape. Le mariage de Mathilde avec Godefroy III de Basse-Lotharingie, dit le bossu et fils naturel de Godefroy II ne contribue pas à aplanir les difficultés politiques.
À partir de 1076, en raison de la disparition presque simultanée de son mari et de sa mère, Mathilde unique héritière, doit décider de son soutien au pape ou à l'empire.
Quand, en 1115, Mathilde meurt sans laisse d'héritier, la maison des Canossa s'éteint. Leurs vastes territoires se fractionnent, certains châteaux restent aux mains des descendants de Prangarda, sœur d'Adalbert Atto, d'autres aux seigneurs locaux, certaines possessions sont englobées dans les territoires pontificaux.